# Liste der Abgeordneten zum Tiroler Landtag (Gefürstete Grafschaft, II. Wahlperiode)
Diese Liste der Abgeordneten zum Tiroler Landtag (Gefürstete Grafschaft, II. Wahlperiode) listet alle Abgeordneten zum Tiroler Landtag im Kronland der Gefürsteten Grafschaft Tirol (Österreich-Ungarn) in dessen II. Wahlperiode auf. Die Angelobung der Abgeordneten erfolgte 1867, wobei der Landtag 68 Abgeordnete umfasste. Dem Landtag gehörten dabei 10 Vertreter des Großgrundbesitzes, 3 Vertreter der Handelskammer, 13 Vertreter der Städte und Orte und 34 Vertreter der Landgemeinden. Hinzu kamen sieben Virilstimmen und die Stimme des Rektors der Universität Innsbruck.

## Sessionen
Die II. Wahlperiode war in vier Sessionen unterteilt und wies folgende Tagungszeiträume auf:
- 1. Session: 1867
- 2. Session: 22. August 1868 bis 9. Oktober 1868
- 3. Session: 1869

## Landtagsabgeordnete
Die Tabelle enthält im Einzelnen folgende Informationen:
| Name:        | Name des Abgeordneten |
| Wahlklasse:  | Die dem Klassenwahlrecht entsprechende Wahlklasse bzw. Kurie: I. Wahlklasse = Virilstimmen, Geistliche und Rektor der Universität Innsbruck; II: Adelige des großen Grundbesitzes; III: Handels- und Gewerbekammer; IV: Zensuswahlklasse unterteilt nach Städten/Orten bzw. Landgemeinden; V: Allgemeine Wahlklasse unterteilt nach Städten/Orten bzw. Landgemeinden |
| Region:      | Die im Wahlbezirk enthaltenen Städte oder Stadtteile (Stadtwahlbezirke) bzw. Gerichtsbezirke (Landgemeindewahlbezirke) oder Sitze der Bischöfe bzw. Klöster (Wahlbezirke der Fürsterzbischöfe und Prälaten) |
| Anmerkungen: | Veränderungen während der Periode durch Tod, Mandatsverzicht oder spätere Angelobung |

| Name                           | Wahl- klasse                  | Region                                                                             | Anmerkung                                         |
| ------------------------------ | ----------------------------- | ---------------------------------------------------------------------------------- | ------------------------------------------------- |
| Bidermann Herman               | Universität Innsbruck         |                                                                                    |                                                   |
| Blaas Florian                  | Städte und Orte               | Innsbruck                                                                          | nicht als Abgeordneter der 2. Session genannt     |
| Bossi-Fedrigotti Wilhelm       | Landgemeinden                 | Cavalese, Fassa, Primiero                                                          |                                                   |
| Brader Cölestin                | Fürsterzbischöfe und Prälaten | Äbte von Wilten, Stams und Fiecht                                                  |                                                   |
| Brandis Anton                  | Landgemeinden                 | Meran, Schlanders, Glurns, Passeier, Lana                                          |                                                   |
| Brugger Kaspar                 | Landgemeinden                 | Lienz, Windischmatrei, Sillian                                                     |                                                   |
| Brunner Johann                 | Fürsterzbischöfe und Prälaten | Pröbste von Bozen und Innichen mit dem Land-Commenthur des deutschen Ritter-Ordens |                                                   |
| Cresseri Matthias              | Adeliger großer Grundbesitz   |                                                                                    |                                                   |
| Degara Heliodor                | Fürsterzbischöfe und Prälaten | Erzpriester von Rovereto und der Probst von Arco                                   |                                                   |
| Dietl Josef                    | Landgemeinden                 | Meran, Schlanders, Glurns, Passeier, Lana                                          |                                                   |
| Eiterer Wendelin               | Landgemeinden                 | Landeck, Ried, Nauders                                                             |                                                   |
| Ferrari Eugen                  | Adeliger großer Grundbesitz   |                                                                                    |                                                   |
| Gaisbacher Peter               | Landgemeinden                 | Rattenberg, Kufstein, Fügen, Zell                                                  |                                                   |
| Gasser Vinzenz                 | Fürsterzbischöfe und Prälaten | Fürsterzbischof von Brixen                                                         |                                                   |
| Giovanelli Ignaz               | Landgemeinden                 | Bozen (Umgebung), Neumarkt, Kaltern, Sarnthal, Kastelruth, Klausen                 |                                                   |
| Giovanelli Paul                | Städte und Orte               | Meran, Glurns, Kaltern und Tramin                                                  |                                                   |
| Goldegg Hugo                   | Adeliger großer Grundbesitz   |                                                                                    |                                                   |
| Grebmer Eduard                 | Adeliger großer Grundbesitz   |                                                                                    |                                                   |
| Greuter Josef                  | Landgemeinden                 | Landeck, Ried, Nauders                                                             |                                                   |
| Harum Peter                    | Handels- und Gewerbekammer    | Innsbruck                                                                          |                                                   |
| Hochgruber Josef               | Landgemeinden                 | Brunneck, Taufers, Welsberg, Buchenstein, Enneberg, Ampezzo                        |                                                   |
| Hölzlsauer Josef               | Landgemeinden                 | Kitzbühel, Hopfgarten                                                              | nicht als Abgeordneter der 2. Session genannt     |
| Hußl Otto                      | Städte und Orte               | Hall, Rattenberg, Kitzbühel, Kufstein und Schwaz                                   | nicht als Abgeordneter der 2. Session genannt     |
| Ingram Johann                  | Adeliger großer Grundbesitz   |                                                                                    |                                                   |
| Jäger Albert                   | Landgemeinden                 | Hall, Schwaz                                                                       |                                                   |
| Kemater Anton                  | Landgemeinden                 | Bozen (Umgebung), Neumarkt, Kaltern, Sarnthal, Kastelruth, Klausen                 |                                                   |
| Köfler Franz                   | Landgemeinden                 | Lienz, Windischmatrei, Sillian                                                     |                                                   |
| Leonardi Cölestin              | Landgemeinden                 | Tione, Condino, Stenico                                                            |                                                   |
| Lorenz Benedikt                | Landgemeinden                 | Innsbruck (Umgebung), Mieders, Steinach, Telfs                                     | ab der 3. Session                                 |
| Melchiori Josef                | Adeliger großer Grundbesitz   |                                                                                    |                                                   |
| Montecroce Johann              | Landgemeinden                 | Cavalese, Fassa, Primiero                                                          |                                                   |
| Mörl Heinrich                  | Adeliger großer Grundbesitz   |                                                                                    |                                                   |
| Onestinghel Cäsar              | Landgemeinden                 | Kitzbühel, Hopfgarten                                                              |                                                   |
| Ostheimer Franz                | Landgemeinden                 | Brixen, Sterzing                                                                   |                                                   |
| Ottenthal Franz                | Adeliger großer Grundbesitz   |                                                                                    |                                                   |
| Paisolli Johann                | Landgemeinden                 | Tione, Condino, Stenico                                                            | nicht als Abgeordneter der 2. Session genannt     |
| Petzer Anton                   | Landgemeinden                 | Brunneck, Taufers, Welsberg, Buchenstein, Enneberg, Ampezzo                        |                                                   |
| Planer Johann                  | Städte und Orte               | Brixen, Sterzing, Klausen, Bruneck, Lienz und Innichen                             |                                                   |
| Prato Napoleon                 | Landgemeinden                 | Trient (Umgebung), Lavis, Cembra, Civezzano, Bezzano, Pergine                      |                                                   |
| Prato Vinzenz                  | Landgemeinden                 | Trient (Umgebung), Lavis, Cembra, Civezzano, Bezzano, Pergine                      |                                                   |
| Preß Ignaz                     | Landgemeinden                 | Brixen, Sterzing                                                                   |                                                   |
| Rapp Franz                     | Städte und Orte               | Innsbruck                                                                          |                                                   |
| Riccabona-Reichenfels Benedikt | Fürsterzbischöfe und Prälaten | Fürsterzbischof von Trient                                                         |                                                   |
| Riccabona-Reichenfels Julius   | Landgemeinden                 | Hall, Schwaz                                                                       |                                                   |
| Scari Josef                    | Adeliger großer Grundbesitz   |                                                                                    |                                                   |
| Schärmer Christian             | Städte und Orte               | Imst, Vils, Reutte und Landeck                                                     | nicht als Abgeordneter der 2. Session genannt     |
| Stadler Franz                  | Landgemeinden                 | Innsbruck (Umgebung), Mieders, Steinach, Telfs                                     |                                                   |
| Stippler Josef                 | Landgemeinden                 | Silz, Imst, Reutte                                                                 |                                                   |
| Streiter Josef                 | Städte und Orte               | Bozen                                                                              |                                                   |
| Tarnoczy Maximilian            | Fürsterzbischöfe und Prälaten | Fürsterzbischof von Salzburg                                                       | ließ sich von Wilhelm von Tarnoczy vertreten      |
| Tarnoczy Wilhelm               | Fürsterzbischöfe und Prälaten | Fürsterzbischof von Salzburg                                                       | vertrat den Fürsterzbisch Maximilian von Tarnoczy |
| Tiefenthaler Anton             | Landgemeinden                 | Innsbruck (Umgebung), Mieders, Steinach, Telfs                                     | bis inklusive der 2. Session                      |
| Unterrichter Otto              | Adeliger großer Grundbesitz   |                                                                                    |                                                   |
| Wiesler Peter                  | Fürsterzbischöfe und Prälaten | Äbte von Marienberg, Neustift und Gries                                            | nicht als Abgeordneter der 2. Session genannt     |
| Wildauer Tobias                | Landgemeinden                 | Rattenberg, Kufstein, Fügen, Zell                                                  |                                                   |
| Wolf Anton                     | Landgemeinden                 | Silz, Imst, Reutte                                                                 |                                                   |
| Würzer Julius                  | Handels- und Gewerbekammer    | Bozen                                                                              |                                                   |